# المدرسة الألمانية في نيكاراغوا
المدرسة الألمانية في نيكاراغوا هي مدرسة دولية خاصة تقع في ماناغوا، نيكاراغوا.

## الروابط الخارجية
1. ↑  "History[وصلة مكسورة]" (Archive). German Nicaraguan School. Retrieved on March 23, 2015. Spanish version نسخة محفوظة 16 مارس 2015 على موقع واي باك مشين.(). German version()

- German Nicaraguan School
- (بالألمانية)

```
German Nicaraguan School
```

- (بالإسبانية) German Nicaraguan School